# Sidi Abdallah Al Khayat
Sidi Abdallah Al Khayat (en àrab سيدي عبد الله الخياط, Sīdī ʿAbd Allāh al-Ḥayyāṭ; en amazic ⵙⵉⴷⵉ ⵄⴱⴷⵍⵍⴰ ⵍⵅⵢⵢⴰⵟ) és una comuna rural de la prefectura de Meknès, a la regió de Fes-Meknès, al Marroc. Segons el cens de 2014 tenia una població total de 11.227 persones.